# George Alan Rekers
George Alan Rekers (11 de julio de 1948) es un psicólogo estadounidense, ministro religioso de la polémica Convención Bautista del Sur Emérito neuropsiquiatra de la Universidad de Carolina del Sur, es además doctor en psicología del desarrollo en la Universidad de California en Los Ángeles y doctor en Teología en la Universidad de Sudáfrica.
En 1983, Rekers fue fundador del Family Research Council (Consejo de Investigación Familiar), una organización cristiana lobbista, junto con James Dobson y Armand Nicholi Jr. También fue un exagente y asesor científico de la Asociación Nacional para Investigación y Terapia de la Homosexualidad (NARTH, por sus siglas en inglés), una organización que ofrece la denominada «terapia de conversión» para combatir la homosexualidad. Rekers ha testificado ante tribunales sobre el "destructivo y pecaminoso" carácter de la homosexualidad , y la falta de adaptación de gais y lesbianas para la paternidad.
Es autor del Review Of Research On Homosexual Parenting, Adoption' Publicado por la NARTH.
A pesar de sus creencias, en mayo de 2010 fue protagonista de un escándalo mediático tras ser fotografiado en el Aeropuerto Internacional de Miami, regresando de un viaje de diez días a Europa, junto con un joven escort masculino contratado a través de un sitio web llamado Rentboy.com. Como consecuencia de estas informaciones, el Family Research Council, del cual había sido parte de la dirección fundadora, negó tener cualquier tipo de relación con Rekers desde hace más de una década y afirmó que «mientras que es extremadamente desilusionante cuando un líder cristiano cae en las mismas actividades que condena, no es sorprendente. Las escrituras enseñan claramente la naturaleza caída de todas las personas.» El Family Research Council también eliminó toda relación con Rekers de su página web. El escándalo lo obligó a presentar su renuncia a la Junta Directiva de la NARTH.

## Acusaciones de parcialidad
George Alan Rekers fue durante casi toda su historia, dirigente de la NARTH, la Asociación Nacional para Investigación y Terapia de la Homosexualidad. A pesar de que NARTH se presenta como una organización secular, Rekers ha testificado ante jueces que creía que la Biblia es la palabra infalible de Dios y que la homosexualidad es un pecado. Sus creencias personales en lo que se refiere a la homosexualidad, de acuerdo con el ACLU, interfieren con su habilidad para dar una opinión profesional imparcial sobre temas LGBT, incluyendo la adopción homoparental. Rekers fue perito en 2004, un caso que trataba la adopción homoparental en Arkansas, estado que había prohibido la adopción a personas LGBT en 1999. En diciembre de 2004, el juez del Condado de Pulaski, dictaminó en contra del estado de Arkansas. Además, calificó el testimonio de Rekers de «extremadamente sospechoso». También acusó a Rekers de testificar solamente para sostener sus «intereses personales».
En 2008, Rekers también actuó como perito en un caso de defensa a la prohibición de adopción homoparental en Florida. La juez del circuito del condado de Miami-Dade, Cindy Lederman, dictaminó contra el Estado. En su decisión afirmaba que:

«el testimonio del Dr. Rekers estaba lejos de ser un relato neutral e imparcial de la evidencia científica relevante. Las creencias del Dr. Rekers están motivadas por sus fuertes convicciones ideológicas y teológicas que no son consistentes con la ciencia. Basado en su testimonio y comportamiento en el juicio, la corte no puede considerar su testimonio como creíble ni como digno de formar la base de una política pública.»

## Escándalo del 2010
El Miami New Times informó el 4 de mayo de 2010, que el 13 de abril Rekers había sido fotografiado en el Aeropuerto Internacional de Miami con un prostituto de 20 años.

## Obra
- Shaping Your Child's Sexual Identity ISBN 0-8010-7713-3
- Growing Up Straight: What Families should Know about Homosexuality ISBN 978-0-8024-0156-4
- Review Of Research On Homosexual Parenting, Adoption, And Foster Parenting